# In Action (álbum de Menudo)
In Action! es el vigésimo quinto álbum de estudio de la boy band puertorriqueña Menudo, lanzado en 1987 por la discográfica RCA Victor. Este trabajo es el segundo que presenta en su formación al quinteto compuesto por Ricky Martin, Raymond Acevedo, Sergio Blass, Ralphy Rodríguez y Rubén Gómez, y el cuarto con canciones en inglés. Además, es el primer álbum que incluye temas cantados en tagalo, lengua hablada en las Filipinas, reflejando la estrategia continua de adaptación lingüística para conquistar públicos de diferentes países, elaborada por RCA.
El repertorio del disco incluye nueve temas, siete de ellos en inglés y dos en tagalo, los cuales fueron originalmente grabados en español e portugués en los álbumes previos, con la excepción de la inédita "That Situation".
Comercialmente, el álbum fue un éxito, obteniendo un disco de oro en Filipinas por sus ventas.

## Antecedentes
En 1987, Menudo celebró su décimo aniversario con una gira conmemorativa que agotó entradas en América Latina y en los Estados Unidos. Ralphy Rodríguez reemplazó a Charlie Massó, el único de los integrantes originales que aún permanecía en el grupo. Sin embargo, aunque su salida ya había sido oficializada, continuó con el quinteto hasta la gira de exitosas presentaciones en Filipinas, durante la cual se concretó su despedida.
Por invitación de la hija de la presidenta de ese país, Corazón Aquino, Menudo llegó a las Filipinas, donde reunió a 75 mil personas en una gira que incluyó cinco conciertos realizados en el Arenata Coliseum, en la ciudad de Manila. Los logros del grupo en ese país llevaron a Menudo a grabar su primer álbum en tagalo.

## Selección de canciones
Del álbum Por amor (1982), se incluyó una versión de la canción "Lady". De Ayer y hoy (1985), se incluye una versión de "Acércate" ("Nang Dahil Sa 'Yo"). Representando al álbum Refrescante... (1986), está "La primera vez" ("Se Bawa't Halik"), mientras que de la versión brasileña del álbum, titulada Menudo, se incluye la canción "Come Back to Me", versión de "Diga Sim". Del disco Somos los hijos del rock (1987), están las versiones de "Estamos en acción" ("Action"), "Nena" ("Nena") y "Mi Sombra En La Pared" ("My Shadow On The Wall").
La versión digital del álbum incluyó como bonus track "I'm Going Back to the Philippines", que fue lanzada como sencillo promocional para promover el álbum recopilatorioexclusiva de Filipinas, The Best of Menudo, de 1986. Esta canción es una nueva versión en inglés del éxito previo del grupo, "Hoy Me Voy Para México", del álbum *Refrescante...* (1986). Los fans del grupo trazan comparaciones con la canción "Manila" (1976) de la banda filipina The Hotdogs. Ambas canciones expresan amor por el país y el deseo del narrador de regresar a su tierra natal.

## Sencillos
La canción "That Situation" es una pista bailable en inglés, grabada en colaboración con la cantante filipina Lea Salonga, compuesta por Gary Valenciano, con letra de Valenciano y Mary Lynne Paggan, y arreglos de Pedro Gely. La letra de la canción alienta a los adolescentes a reflexionar cuidadosamente sobre las decisiones relacionadas con el sexo, evitando apresurarse a entrar en "esa situación". Como parte de la promoción, los artistas se presentaron en el programa Kalatog Pinggan de ABS-CBN, interpretando "That Situation" y siendo entrevistados por Pinky Marquez y Richard Gomez. El videoclip de la canción muestra a dos adolescentes enamorados intercambiando miradas nerviosas cada vez que se encuentran en la escuela. Salonga canta: "Espera y ve lo que nuestro amor puede ser. Si estamos listos para enfrentar la vida juntos". El video fue promocionado con una línea directa telefónica que recibió más de 22,000 llamadas en sus primeros 18 meses. En esa misma época, se grabó un dueto entre Salonga y Charlie Massó titulado "I Still Believe", que tiene un enfoque temático similar. Promovidas inicialmente como proyectos comerciales, las canciones alcanzaron un gran éxito e impacto, logrando las primeras posiciones en las listas de éxitos del país. Según una encuesta realizada a jóvenes de la región metropolitana de Manila, el cincuenta y uno por ciento de los encuestados afirmaron que las canciones los influenciaron a conversar sobre la responsabilidad sexual con amigos o familiares.
Otros sencillos extraídos del álbum incluyen "Nang Dahil Sa'yo" y "Salta La Valla".

## Desempeño comercial
El quinteto realizó una gira promocional para el álbum que recorrió varias ciudades filipinas. Durante este período, la discográfica reunió al grupo en una rueda de prensa y les otorgó un disco de oro por el destacado desempeño del álbum en el país.

## Lista de canciones
| N.º | Título                              | Lead vocalist    | Duración |  |
| 1.  | «Come Back To Me»                   | Ralphy Rodríguez | 3:40     |  |
| 2.  | «That Situation (con Lea Salonga)»  | Todos            | 3:34     |  |
| 3.  | «Action»                            | Rubén Gómez      | 3:26     |  |
| 4.  | «Lady»                              | Rubén Gómez      | 3:18     |  |
| 5.  | «Nena»                              | Rubén Gómez      | 2:52     |  |
| 6.  | «Nang Dahil Sa 'Yo (Acercate)»      | Raymond Acevedo  | 4:01     |  |
| 7.  | «My Shadow On The Wall»             | Sergio Gonzalez  | 4:26     |  |
| 8.  | «Se Bawa't Halik (La Primera Vez)»  | Ralphy Rodríguez | 4:12     |  |
| 9.  | «Gimme More»                        | Ricky Martin     | 4:07     |  |
| 10. | «I'm Going Back To The Phillipines» | Raymond Acevedo  | 3:53     |  |

## Certificaciones
| Región    | Certificación |
| --------- | ------------- |
| Filipinas | Oro           |